# Olena Pakholchyk
Olena Ivanivna Pakholchyk (Олена Іванівна Пахольчик: Pavlodar, 2 de novembro de 1964) é uma velejadora ucraniana. 

## Carreira
Olena Pakholchyk representou seu país nos Jogos Olímpicos de 1992, 1996 e 2000, na qual conquistou 2 bronzes na classe 470. 